# Suffasia tigrina
Suffasia tigrina là một loài nhện trong họ Zodariidae.
Loài này thuộc chi Suffasia. Suffasia tigrina được Eugène Simon miêu tả năm 1893.